# Catasticta vilcabamba
Catasticta vilcabamba is een vlindersoort uit de familie van de witjes (Pieridae), onderfamilie Pierinae.
De wetenschappelijke naam van de soort werd in 2004 gepubliceerd door Lamas & Bollino.